# Periodo Edo
Il periodo Edo (江戸時代?, Edo jidai), noto anche come periodo Tokugawa (徳川時代?, Tokugawa jidai, 1603-1868) indica quella fase della storia del Giappone in cui la famiglia Tokugawa detenne attraverso il bakufu il massimo potere politico e militare nel Paese. Tale fase storica prende il nome dalla capitale Edo, sede dello shōgun, ribattezzata Tokyo nel 1868.

## Storia

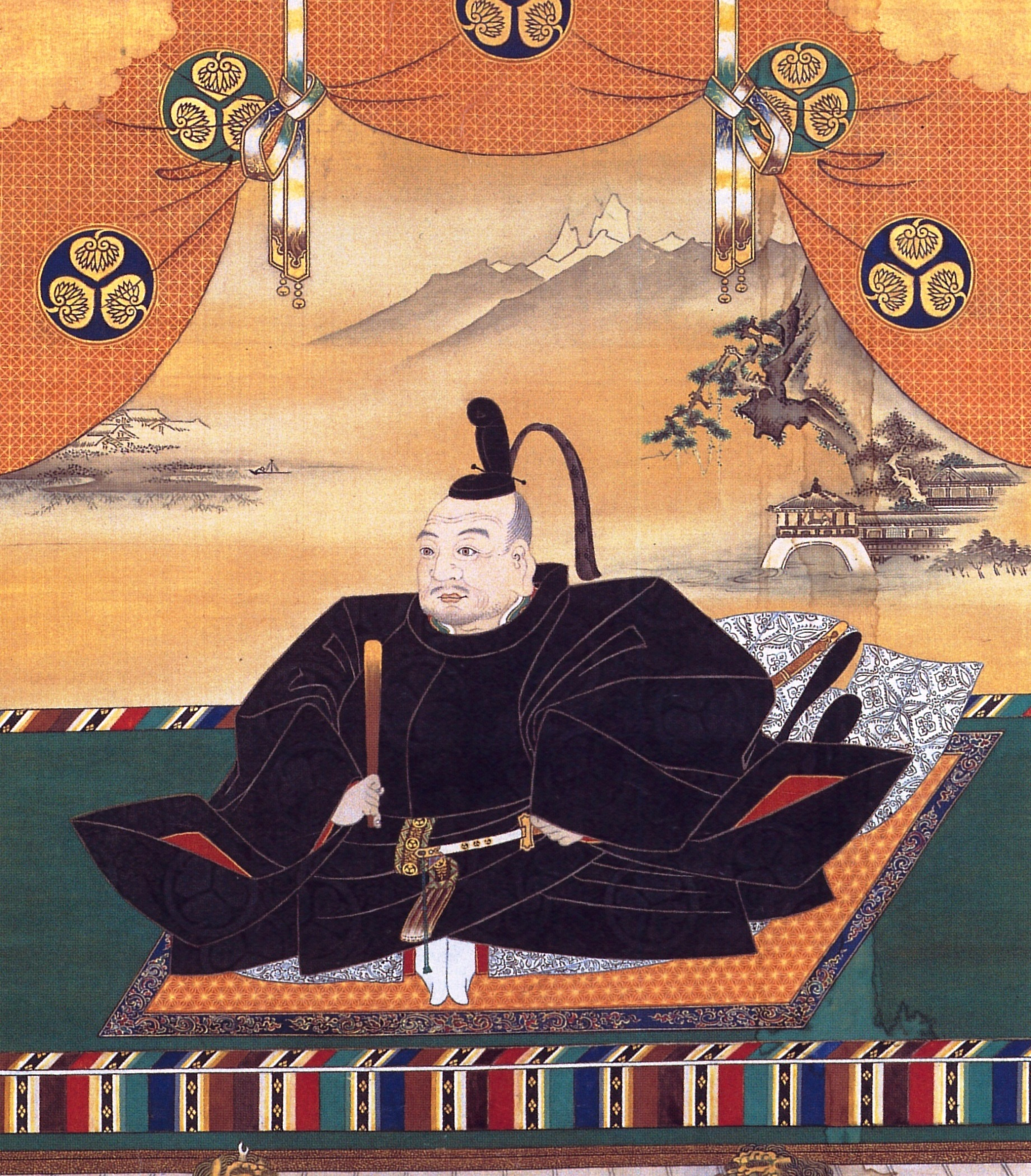
Tokugawa Ieyasu, primo shōgun dello shogunato Tokugawa

Il periodo Edo iniziò con il trionfo di Tokugawa Ieyasu nella battaglia di Sekigahara (1600), combattimento caratterizzato dalle circa quarantamila teste nemiche tagliate, che consentì a questo di eliminare ogni opposizione. L'inizio dell'epoca Edo, però, viene generalmente fatta risalire al 1603, quando Ieyasu assunse il titolo di shōgun. Il bakufu (governo militare retto dallo shōgun) si insediò nella città di Edo, mentre l'imperatore rimase nella città di Kyoto: si venne così a creare una sorta di diarchia caratterizzata, con il passare del tempo, dal sopravvento del potere dello shogunato a discapito di quello imperiale. Nei primi anni di governo Ieyasu promosse una serie di importanti opere pubbliche affinché la nuova sede di governo venisse ampliata e abbellita nonché collegata con le città più importanti del Giappone (Gokaidō).
Caratteristica preponderante del periodo Edo fu la politica di isolamento del Giappone, nota come sakoku: si assistette a vere e proprie carneficine di cristiani soprattutto nell'area di Nagasaki, la città a più stretto contatto con gli europei; nella medesima città infatti era sito l'unico porto in cui fosse concesso solamente agli olandesi [cristiani protestanti (od atei) poiché bombardarono dalla nave "De Ryp" il castello di Hara dove erano asserragliati dei cristiani (= cristiani di fede cattolica, di cui gli altri cristiani e gli atei parlavano male)] di importare ed esportare mercanzie. Una caratteristica pratica imposta alle persone sospettate di essere vicine al cristianesimo per testarne l'estraneità allo stesso, era quella dello fumie, il calpestamento figurato del crocifisso o di immagini della Vergine Maria.
Nel corso dei decenni l'importanza di Edo crebbe enormemente cosicché entro la fine del XVII secolo la città contava già un milione d'abitanti. Gli shōgun Tokugawa sin dapprima dovettero porre freno allo strapotere di certi daimyō, per questo il bakufu emanò una legge che obbligava tutti i daimyō a possedere due residenze: una a Edo e l'altra negli han natii; questi erano poi obbligati a lasciare mogli e figli in città trascorrendo un anno con loro e un altro nei territori gentilizi, inoltre quando un daimyō doveva traslocare era tenuto a portare con sé tutta la corte, spendendo così moltissimo denaro.
Lo shogunato dei Tokugawa conobbe momenti di crisi: nel luglio del 1853 apparvero fregate americane (le cosiddette "navi nere", guidate dal commodoro Matthew Perry) nel porto di Tokyo che costrinsero il capo militare a firmare accordi commerciali che suggellarono la riapertura di tutti i porti giapponesi al commercio con gli occidentali, ponendo fine al sakoku e inaugurando così, il bakumatsu. Nel 1858 un malcontento generale esplose e l'ormai antiquato bakufu dovette cedere alla pressione delle forze imperiali. Terminò così l'era Edo, mentre andava affermandosi sempre più il ruolo dell'imperatore, che dette inizio alla restaurazione Meiji.

## Politica e società

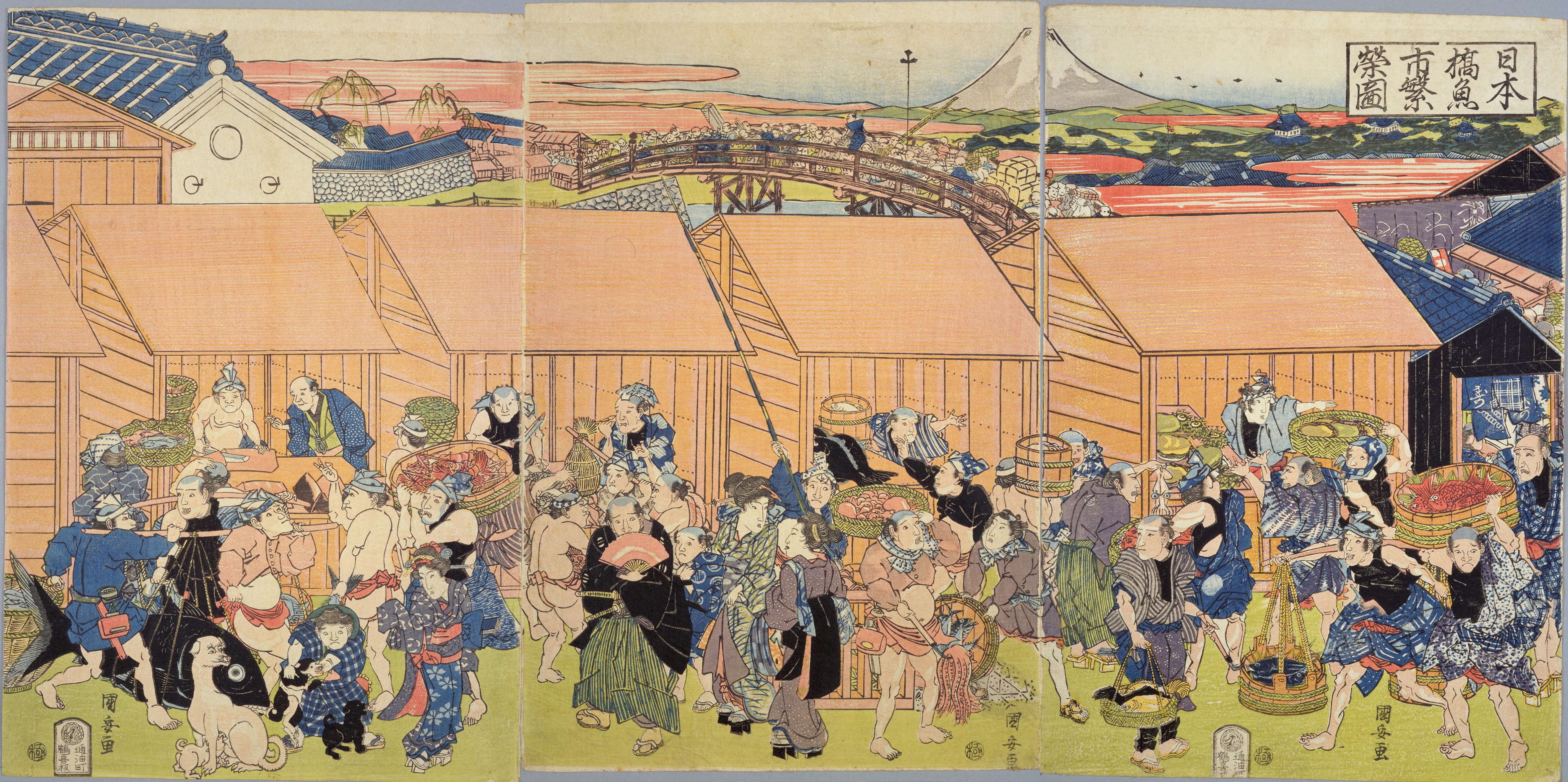
Nihonbashi, prosperità del mercato del pesce (periodo Edo) di Utagawa Kuniyasu

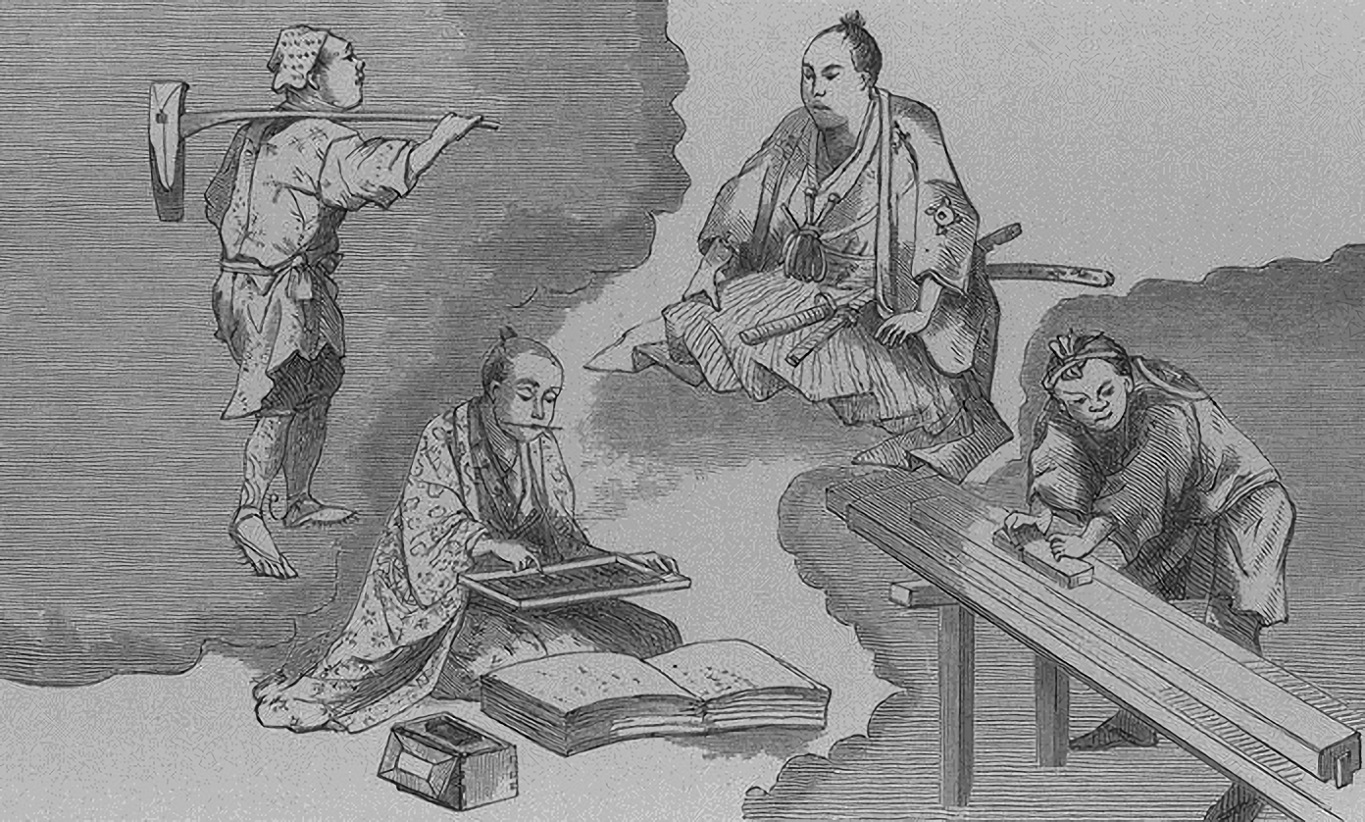
Le quattro classi della società giapponese del periodo Edo in un'opera di Ōzawa Nankoku

Se il periodo Edo fu preceduto da aspri combattimenti, il potere militare instauratosi si contraddistinse per un regime di repressione a carattere fortemente burocratico.
La nazione, plasmata in base ai modelli confuciani, chiuse le porte ai contatti con gli stranieri ed assunse inizialmente le caratteristiche tipiche di una società feudale. Fu proprio durante la lunga dominazione dei Tokugawa che si gettarono le basi per la struttura sociale orientale moderna, nella quale ogni persona assume un preciso ruolo sociale e deve adempiere alla sua missione attraverso il lavoro.
Lo shogunato divenne l'autorità politica più importante, mentre i daimyō conservarono il ruolo di governatori locali, soggetti al potere centrale ma detentori di maggiore autonomia nella gestione dei propri territori. Il sistema introdotto, chiamato bakuhan (ibrido tra un governo centralizzato del bakufu e il modello di feudalesimo suggerito dalla realtà dell'autonomia degli  han) si basò su una federazione di duecentosettanta feudi. I daimyō cristiani furono costretti all'esilio e dal 1671 ogni famiglia venne collocata all'interno di una setta buddista e adeguatamente iscritta nei registri dei monasteri buddhisti locali.
L'assetto sociale, mibunsei, dell'epoca era strutturato attraverso una netta suddivisione gerarchica della popolazione in classi di appartenenza ben distinte tra loro, con l'adozione del modello shinōkōshō: samurai, contadini, artigiani, e mercanti. I samurai, pur rappresentando solo il 5% dell'intera popolazione, mantennero una posizione sociale dominante; essendo privilegiati portavano due spade, un cognome e possedevano il diritto di uccidere ed allontanarsi (kirisute gomen). Occuparono soprattutto cariche burocratiche e amministrative. In Giappone, diversamente dal modello cinese, non si formò una élite culturale di letterati e questo fatto indusse la gente comune, in particolar modo i mercanti e gli artigiani, a descrivere il loro ambiente, il loro mondo, le loro regole e il loro codice etico-morale. Col passare del tempo si formò una forte e ricca classe di mercanti, in grado di raggiungere, seppur lentamente e faticosamente, una posizione di privilegio nel controllo economico-finanziario del Paese, agevolati dall'apertura del porto di Nagasaki agli scambi commerciali con i cinesi ed i mercanti protestanti, influenzando in tal modo la cultura e gli aspetti sociali del tempo. Nonostante la politica di chiusura nei confronti del resto del mondo, l'agricoltura e l'economia, riuscirono a svilupparsi, grazie ad alcuni pilastri fondamentali, quali le proprietà famigliari ed il principio di continuità generazionale.
Il potere centrale, per controllare maggiormente il popolo, promulgò una serie di leggi riguardanti le varie classi: con il Buke-Sho-hatto del 1615 vennero imposti i codici di vita per la classe militare, che prevedevano, tra gli altri, l'obbligo a risiedere, in alternanza, a Edo e nelle province e delineavano la condotta di vita austera e sobria dei Bushi, basata sulla dottrina del Buddhismo Zen; con il Kuge-Sho-hatto invece, la nobiltà e la famiglia imperiale risultarono costretti ad occuparsi di funzioni culturali e rituali, vedendosi allontanare sempre più dall'effettivo potere politico-amministrativo.
La politica di isolamento della nazione, iniziata intorno al 1638 con la chiusura dei contatti con gli stranieri, agevolò il recupero e la valorizzazione delle usanze e della tradizione giapponese culturale, però cristallizzò le differenze di classe in un sistema statico e limitò lo sviluppo del Paese arrestando parzialmente l'economia e l'arte. Edo, diventando quindi il nuovo centro culturale e politico del Paese, in contrapposizione a Kyoto, si espanse a dismisura superando il milione di abitanti verso la fine del Seicento.

## Arti

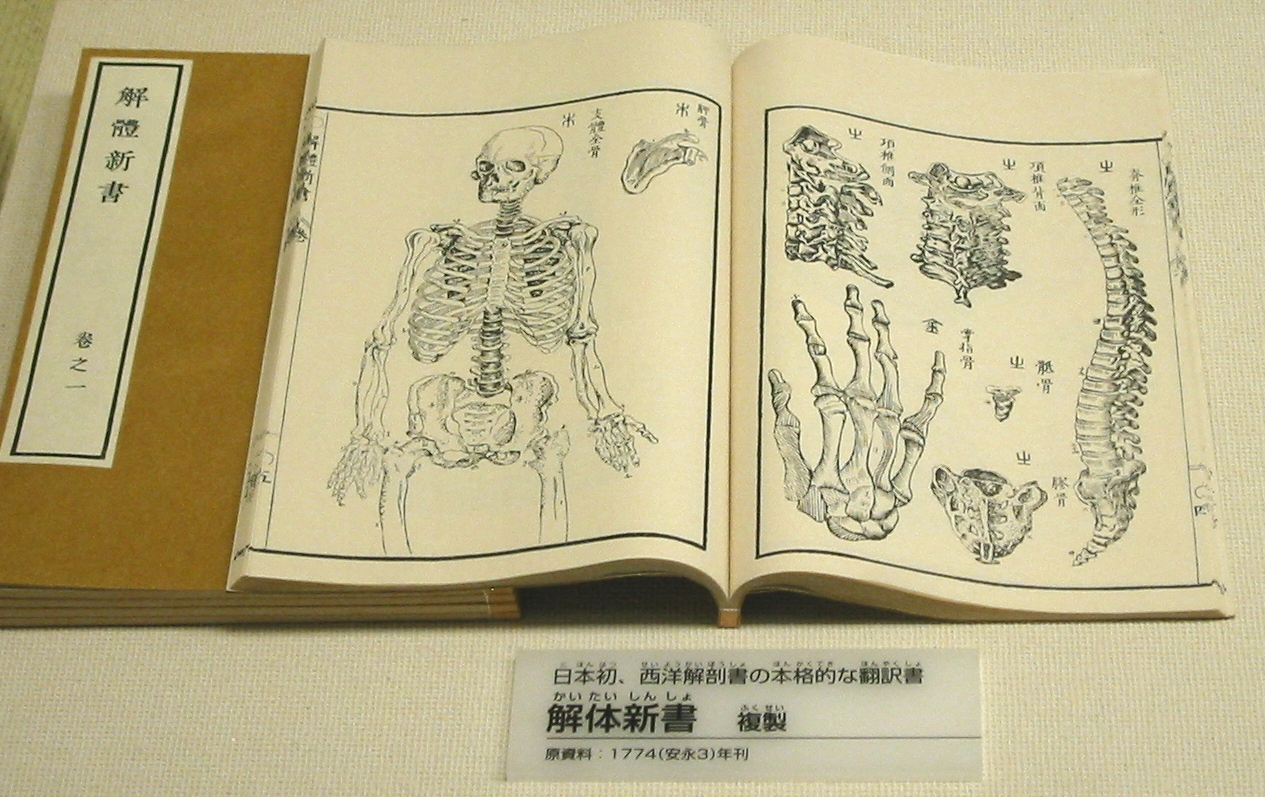
Kaitai Shinsho, primo trattato giapponese sull'anatomia occidentale pubblicato nel 1774

### Architettura
In una prima fase iniziale, l'architettura produsse opere in linea con lo stile shoin del periodo Momoyama e dopo il 1700 incominciò un lento declino.
Le opere più pregevoli furono il castello di Edo e il palazzo Ninomaru del 1626, impreziosito da pregevoli pitture su fusuma e vari altri lavori artigianali decorativi. Attorno ai castelli sorsero le abitazioni dei cittadini, talvolta, come nel caso dei mercanti, anch'esse ispirate allo stile shoin.
Le strutture più originali costruite durante questa fase artistica furono i templi-mausolei, come quello Toshugo a Nikkō, innalzato nel 1617, dedicato alla memoria di Ieyasu e per onorarne la deificazione. Il complesso si rivelò un misto tra un tempio shintoista, uno buddhista e una tomba stupa, la cui unica vera originalità consistette negli edifici riservati alla cerimonia del tè (cha-shitsu).
Lo stile successivo allo shoin fu lo sukiya, ben esemplificato dall'estrema semplicità nelle forme, nelle strutture e nella pianta della villa imperiale di Katsura di Kyoto.

### Scultura

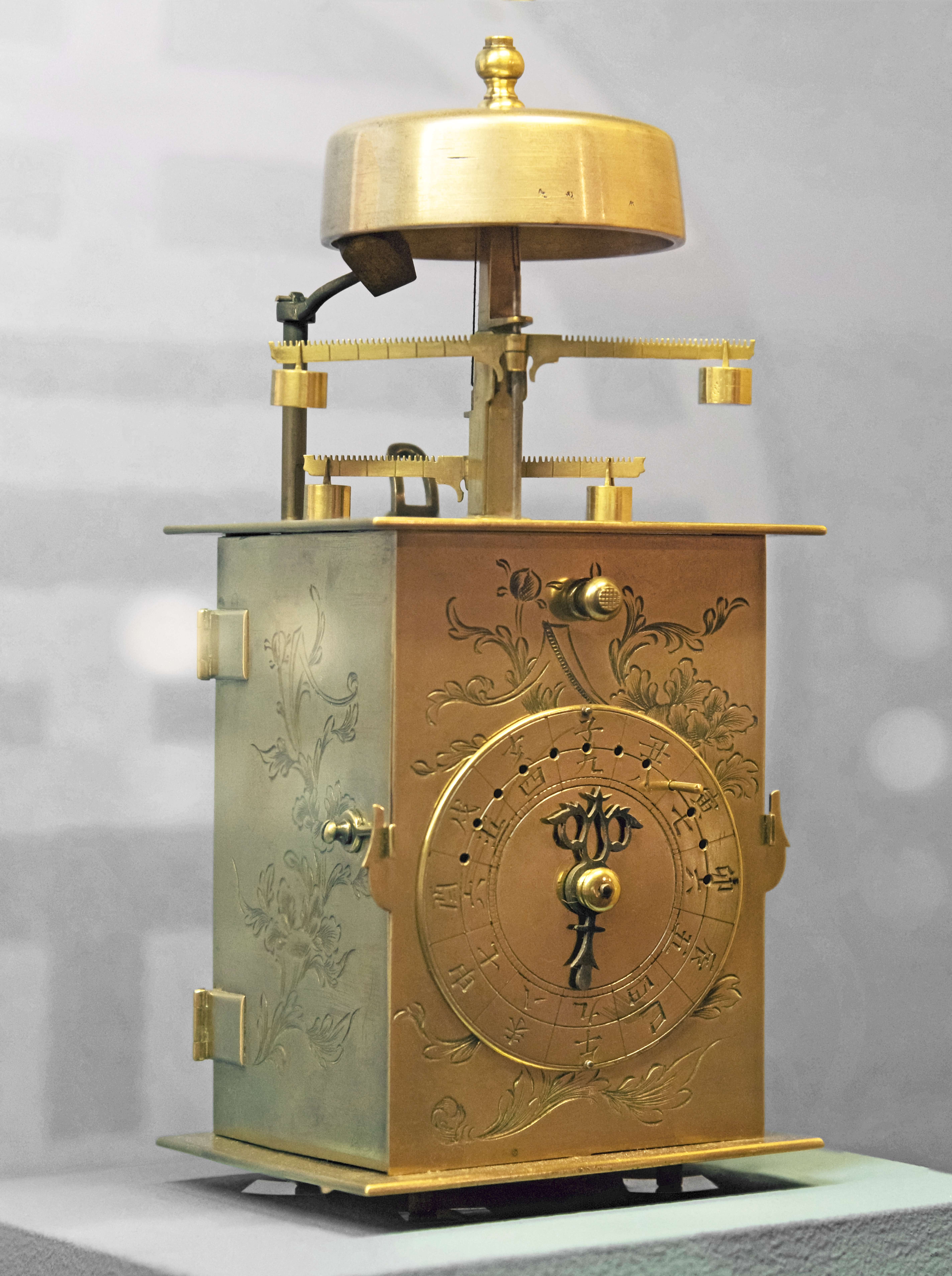
Wadokei, orologio da tavolo giapponese, Settecento

Anche per quanto riguarda la scultura, il periodo Edo segnò un lento declino artistico, dato che in precedenza le opere erano state prevalentemente di impronta buddistica, e dopo la trasformazione del Buddismo in ritualismo, pochi scultori proseguirono ad esprimere lo spiritualismo contenuto nel pensiero della grande filosofia orientale. Solamente la scultura laica mantenne un certo fervore creativo, manifestato nella realizzazione di maschere per il teatro Nō e nella produzione di oggetti da indossare alla cintola, i cosiddetti netsuke, oppure nelle figure utilizzate per la decorazione di interni, chiamate okimono.

### Pittura

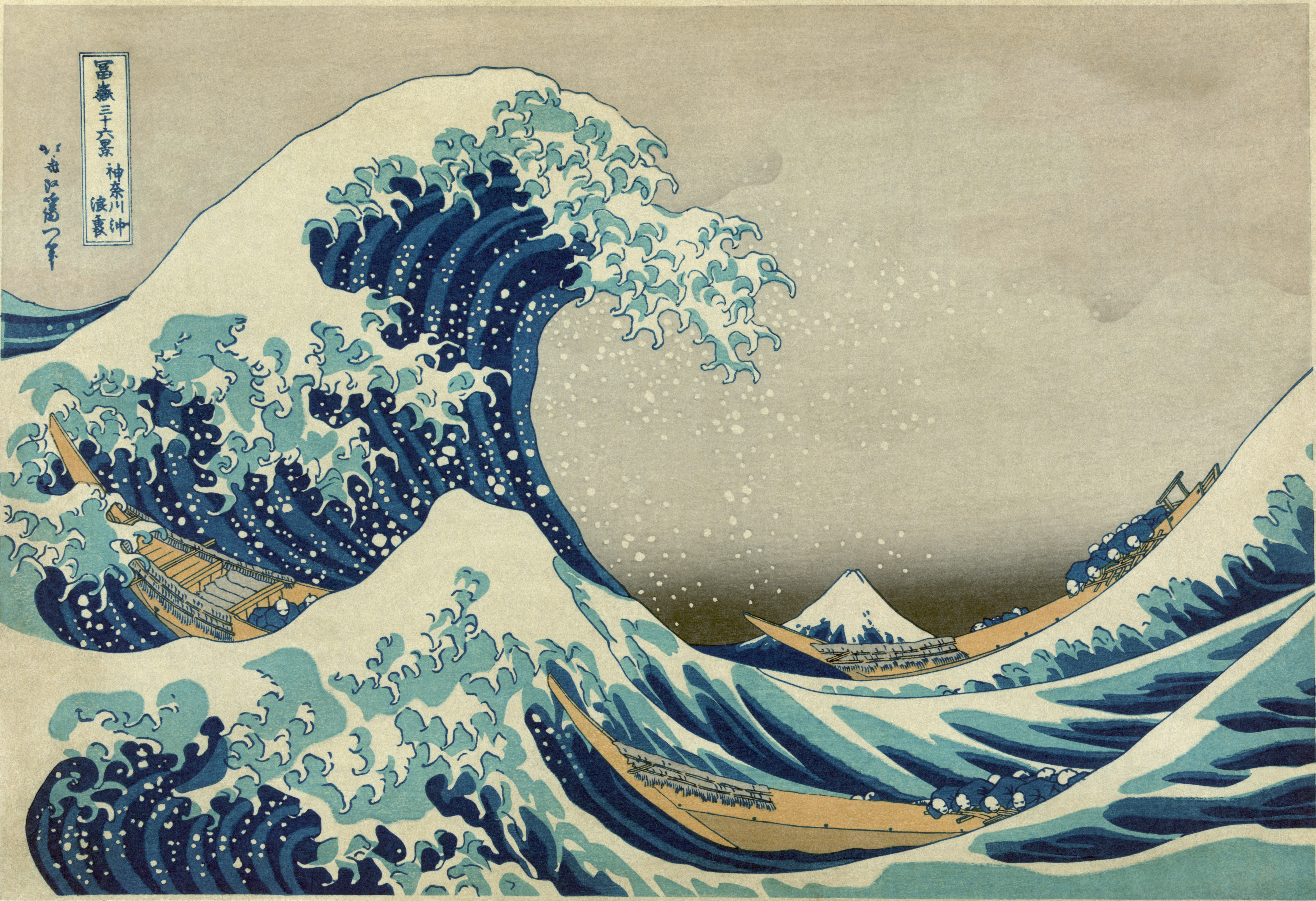
La grande onda, di Katsushika Hokusai (1760-1849).

Grazie alle mutazioni sociali, le due tradizionali correnti pittoriche, la Yamato-e e la Kara-e si ripartirono in numerose scuole, tra le quali la Kanō, impregnata di spirito confuciano, divenne quella ufficiale del tempo e Kanō Tan'yū (1602-1674), il suo migliore rappresentante. Altre scuole significative furono la Sotatsu-Korin fondate dai pittori Tawaraya Sōtatsu e Ogata Kōrin (1658-1716), e la scuola Tosa molto vicina alla corte.
Durante il medio periodo Edo si diffuse la scuola Nanga o Nanso-ga ("pittura di stile meridionale"), contraddistinta dall'individualità della tecnica, ideata da Sakaky Hyakusen (1697-1752).
Dopo pochi decenni Maruyama Ōkyo (1733-1795) fondò la scuola che porta il suo nome e che si accostò maggiormente al realismo e al materialismo borghese. Il suo ideatore studiò attentamente sia i libri di pittura provenienti dall'Occidente sia le opere realistiche dell'arte cinese Dinastia Ming e Ch'ing. Un'altra scuola rappresentante il gusto dei mercanti fu la Ukiyo-e, fondata da Hishikawa Moronobu (1618-1694), inizialmente realizzata a pennello e in un secondo tempo convertita alla tecnica di stampa, monocromatica e policroma. I temi preferiti furono i paesaggi, figure femminili e scene teatrali. Verso la fine del Settecento si diffuse un gusto dalla pennellata più rapida e sfrangiata.

### Ceramica
Le caratteristiche del periodo Edo furono la diffusione delle ceramiche presso la gente comune e la decentralizzazione dei centri produttivi. Tra le porcellane più pregiate si annoverarono: kakiemon, progettate dalla famiglia omonima dalla seconda metà del Seicento e contraddistinte da decorazioni policrome; le porcellane kutani famose per le decorazioni tendenti all'astrattismo e la kiyomizu di Kyoto.

## Cultura
Durante il periodo Edo, nonostante la chiusura nei confronti del mondo esterno, in Giappone si studiarono le scienze e la tecnica dell'Occidente. Le discipline approfondite inclusero geografia, medicina, scienze naturali, astronomia, lingua, scienze fisiche, elettricità e meccanica.